# Lasiurus atratus
Lasiurus atratus ( murciélago canoso rojizo) es una especie de murciélago vesper de la familia Vespertilionidae. Es un mamífero endémico del Macizo de las Guayanas, habitando en la Guyana francesa, Guyana, Venezuela y Surinam.